# 特別行動センター (中央情報局)

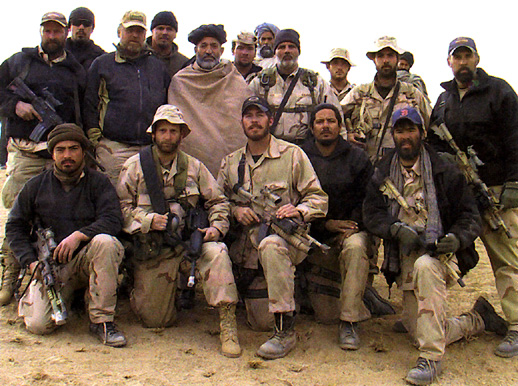
ハーミド・カルザイとともに映る米軍特殊部隊およびCIA準軍事要員 (2001年、アフガニスタン)

特殊活動センター（とくべつこうどうせんたー、英語: Special Activities Center:SAC）は、CIAにおいて秘密作戦、特殊作戦、非合法作戦、不正規戦等を行う準軍事組織である。
戦術的な準軍事作戦を担当する特殊作戦グループ (Special Operations Group:SOG) と、政治工作活動を担当する政策活動グループ (Political Action Group:PAG) の2つのグループに分かれている。
2016年以前は特殊活動部 (Special Activities Division:SAD) という名称であった

## 概要

### 特殊作戦グループ (SOG)
特殊作戦グループ (SOG:Special Operations Group) は、米国政府があからさまに関与したくない秘密活動を含む軍事作戦を専門に行うことを任務（秘密作戦・特殊作戦・不正規戦）としており、HUMINT、対テロ作戦、直接行動、破壊工作、人質救出、誘拐、人員や機密物資の隠密輸送および回収、協力組織等への訓練や無人攻撃機のMQ-1プレデターやMQ-9リーパー等を使用した地上監視、情報収集、追跡、爆撃、近接航空支援等の作戦を担当している特殊部隊。
SOGのメンバーとなるのは一般的にSOCOM隷下の米軍特殊部隊出身者だが、指揮統制官は正規のCIA局員である。
SOGは担当任務別に4つの部門から構成される。
- 地上部門 (Ground Branch) - 地上作戦担当。メンバーは主にデルタフォース、グリーンベレー、第75レンジャー連隊などから採用される。
- 海事部門 (Maritime Branch) - 海上作戦・水陸両用作戦担当。メンバーは主にDEVGRU（旧シールチーム6）、ネイビーシールズ、マリーンレイダース（旧MARSOC）、フォースリーコンなどから採用される。
- 航空部門(Air Branch) - 空中機動作戦・支援担当。固定翼機や回転翼機、無人攻撃機を運用している。メンバーは主にAFSOC、ナイトストーカーズなどから採用される。
- 装備と特別プログラム部門 (Armor and Special Programs Branch) - 後方支援を担当し、新しい人材の登用、訓練、武器や装備の調達と開発、および情報収集が任務になる。隊員達が万が一捕縛された場合に米国政府との繋がり隠すため、武器と装備は米軍装備や国内の正規ルートではなく、海外の秘密ルートから取得する必要があり、そのような役割も担っている。[10][11][12][13]

SOGの隊員は準軍事作戦担当官 (Paramilitary Operations Officer)と呼ばれる。彼らは任務の性質上、身元が特定されてはいけないため、制服などを着用することは通常ない。作戦行動時は現地に合わせた「非アメリカ人」的な衣服や装備を着用し、会話も作戦地域の言語を使い、アメリカ政府の関与を可能な限り隠匿する。任務に失敗した場合、政府はすべての関与を否定し、救出されない可能性もある。
装備の多くはM4カービンなど米軍特殊部隊に準じているが、AK-47や現地の民族衣装など敵対勢力に偽装した装備を使うこともある。

### 政策行動グループ (PAG)
政策行動グループ (PAG:Political Action Group) は、心理戦、経済戦争、政治戦争、サイバー戦、選挙干渉等を担当している。米国の外交活動の一環として外国の政治や世論に影響を与える事を目的としており、「ブラックプロパガンダ」とも呼ばれる。国益にならない事象に対して、秘密裏に介入して、選挙、世論に影響を与えて政治変化をもたらし国益になるよう誘導する。時には敵国内で政権への抗議行動やデモを誘発させる。親米派の候補者には広報やプロモーションなど技術的支援も行う。

## 参加資格
- 8年以上の軍の実務経験
- 特殊作戦の任務経験
- 戦闘に従事し、指導的立場に立った経験
- 軍事パラシュート降下、軍事水中ダイビングの経験
- 外国語、外国文化の知識と経験
- 軍事兵器、または航空、航空関連の専門知識

等々。

## 主な関与が疑われる事案
- キューバにおけるピッグス湾事件。
- MACV-SOG、フェニックス計画といった特殊作戦。（ベトナム戦争）
- エルサルバドル内戦、ニカラグアにおけるコントラの支援など中南米での反共作戦。
- アフガニスタン紛争におけるソ連軍への対抗作戦。
- ウサーマ・ビン・ラーディンおよびアルカイダの捜索・追跡。
- 不朽の自由作戦でのタリバン掃討作戦。
- イラク戦争におけるサッダーム・フセイン政権の打倒および化学兵器捜索。
- 「2011年リビア内戦」
- 「ネプチューン・スピア作戦」
- 「カイラ・ミューラー作戦」
- 「ガーセム・ソレイマーニー殺害」
- 2020年9月19日 - 2008年に中国に対する諜報活動の為にSOGの海事部門隊員4名が投入されたが、嵐により船舶が巻き込まれ行方不明になったと報道される[16][17]。

## 主な著名人
- Johnny Michael Mike Spann

アラバマ州ウィンフィールド生まれ。
大学卒業後、海兵隊予備役に入隊。
1992年に海兵隊士官学校に入校。野戦砲の将校になり、最終的には第2海兵航空管制中隊に所属。
1997年、UNITASの副司令官。
最終階級は大尉。
1999年にCIAに入局し、SADに所属。
9.11以降は、不朽の自由作戦にNALT（北部アフガニスタン連絡チーム）ジョーブレイカー等に所属し参加。
2001年11月25日、アフガニスタン北部のマザリシャリフ近くのカライジャンギ要塞に収容された数百名のタリバン兵捕虜を尋問するため同地に派遣され、尋問中に武装したタリバン捕虜たちが蜂起。AKS47で応戦したが、多勢に無勢の為、多数の敵に暴行され戦死。
享年35歳。
死後はインテリジェンススターを受賞。故郷のアラバマ州のハイウェイ129号線に同名を命名。
また、氏の元妻は翌年に癌で亡なったため子供たちは孤児になった。

## 登場作品

### 映画・ドラマ
- ゼロ・ダーク・サーティ
- ボーダーライン
- ボーダーライン: ソルジャーズ・デイ
- マイル22
- ジャック・ライアン

### ゲーム
- コール オブ デューティ ブラックオプス
- コール オブ デューティ ブラックオプス2
- コール オブ デューティ ブラックオプス6
- コール オブ デューティ モダン・ウォーフェア
- メダル・オブ・オナー ウォーファイター